# Caloplaca flavogranulosa
Caloplaca flavogranulosa är en lavart som beskrevs av Arup. Caloplaca flavogranulosa ingår i släktet orangelavar och familjen Teloschistaceae.   Inga underarter finns listade i Catalogue of Life.